# Столы Шепарда

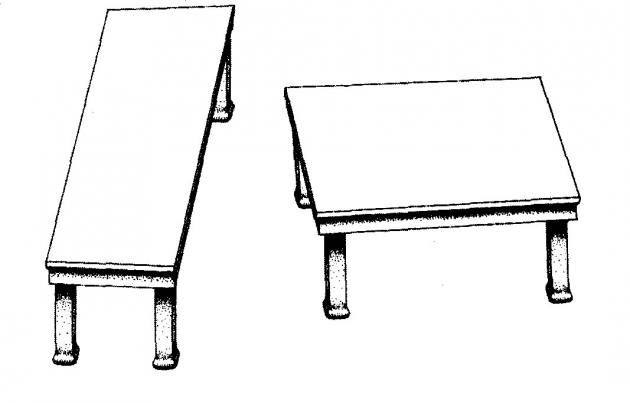
Иллюзия «Два стола» Шепарда.

Столы Шепарда (иллюзия восприятия размера) — оптическая иллюзия, впервые описанная Роджером Шепардом в 1990 году. Роджер Шепард продемонстрировал различия между простыми геометрическими свойствами и их восприятием.

## Возможное объяснение
Наш мозг воспринимает данный рисунок в 3D пространстве: смотря на рисунок двух идентичных столов, мы пытаемся интерпретировать рисунок, как трёхмерный объект. Две столешницы имеют совершенно одинаковую двухмерную форму на обычной странице, исключая угол поворота.
Наше зрительное восприятие — процесс двойственный: то, что мы видим, складывается из внешнего воздействия на наши органы чувств и из наших знаний о мире.
Иллюзия показывает, что мы не видим двухмерную форму рисунка, вместо этого мы воспринимаем трёхмерный вид объекта в пространстве. Наш мозг, желающий видеть рисунок в 3D формате, интерпретирует поверхность стола, как уходящую в перспективу, подобной реальному физическому объекту, как если бы мы находились в реальном мире.
Изначально воспринимается так, что один стол узкий, а второй широкий, но если взять линейку, то можно убедиться в их сходстве размеров. Причина ошибки кроется в особенностях физиологии зрения, и в психологии восприятия.

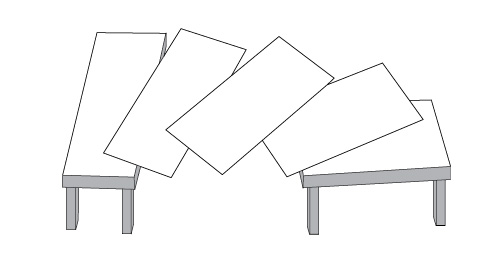
Решение иллюзии Шепарда